# Dmytro Kanajew
Dmytro Hennadijowycz Kanajew, ukr. Дмитро Геннадійович Канаєв (ur. 3 października 1997 w Perwomajskim) – ukraiński siatkarz, grający na pozycji libero, reprezentant kraju.

## Sukcesy klubowe
Liga ukraińska:
- 2018, 2022
- 2019

## Sukcesy reprezentacyjne
Mistrzostwa Europy juniorów:
- 2016

Liga Europejska:
- 2021[2], 2023